# International University Vienna
Die International University Vienna war ein privater Anbieter von Bildungsangeboten in Wien, Österreich, mit evangelikaler Ausrichtung. Sie wurde 1980 als „European Christian College“ mit der Hauptstelle Wien gegründet. Sie war die erste Privatuniversität, deren Akkreditierung durch den österreichischen Akkreditierungsrat widerrufen worden ist. Im Mai 2011 ordnete das Handelsgericht Wien die Schließung des Trägervereins an, nachdem die Sanierung des insolventen Unternehmens gescheitert war.
Der Betrieb wurde zeitweilig von der serbischen Megatrend-Privatuniversität als Zweigstelle mit der Bezeichnung „Megatrend International University of Vienna“ übernommen. Diese geriet ebenfalls in die Insolvenz und wurde im Februar 2013 geschlossen.

## Widerruf der Akkreditierung als Privatuniversität
Die IU Vienna war kurzzeitig in Österreich als Privatuniversität akkreditiert, jedoch wurde dieser Status vom Österreichischen Akkreditierungsrat mit Wirksamkeit 31. Juli 2003 widerrufen, da die erforderlichen Voraussetzungen für die Akkreditierung nicht vorlagen.  Dies war der erste Widerruf einer Akkreditierung einer Universität in Österreich.
Die Erstakkreditierung erfolgte am 4. Januar 2001. Obwohl im UniAkkG fünf Jahre als Akkreditierungszeitraum vorgesehen sind, erfolgte die Akkreditierung aufgrund einiger kritischer Punkte (Stammpersonal, Personalrekrutierungsverfahren, Forschung an der Institution, Bibliothek) nur für drei Jahre. 2002 wurde der Entzug der Akkreditierung angekündigt und im März 2003 schließlich beschlossen. Als Begründung wurde zusätzlich zu den o.a. Mängeln ein nicht nachvollziehbares Finanzgebaren und das Fehlen international gültiger Zulassungsvoraussetzungen angeführt. Im Interesse der Studierenden trat der Widerruf erst mit Ablauf des 31. Juli 2003 in Kraft. Damit sollte den Studierenden der International University die Möglichkeit gegeben werden, das Semester mit den geplanten Credits abzuschließen und an andere Universitäten zu wechseln.

## Studiengänge
- Undergraduate (Bachelorprogramme):
  - Bachelor of Business Administration (BBA)
  - Bachelor of Arts in Diplomatic Studies (BADS)
  - Bachelor of Arts in Global Business & International Relations (BAGBIR)

- Graduate (Masterprogramme):
  - Advanced/Master of Arts in Diplomatic & Strategic Studies (A/MADSS)
  - Master of International Business (MIB)
  - Master of Business Administration (MBA)

## „Christliche Dimension“
Nach eigenen Angaben basierte die Ausbildung auf christlichen Prinzipien mit Betonung des Bibelstudiums. Diese „Christliche Dimension“ wurde u. a. durch folgende Aspekte zum Ausdruck gebracht:
- Bibelstudium ist integraler Bestandteil der Ausbildung.
- Leitung und Verwaltung der IU sowie ein Teil des Personals bekennen sich zum christlichen Glauben.
- Zusammenkünfte (z. B. Graduierungsfeiern) werden von Bibellektüre und Gebet geprägt.
- Spenden durch Personen, die an den Wert christlicher Erziehung glauben, spielen eine große Rolle.
- Die IU stellt Möglichkeiten zu christlicher Andacht und für Gottesdienste zur Verfügung.

## Rechtlicher Status der Studienabschlüsse
An der IU Vienna erworbene akademische Grade, die in der Zeit der Akkreditierung (4. Januar 2001 bis 31. Juli 2003) vergeben worden sind, gelten als österreichische akademische Grade. Sie können damit z. B. auch in Deutschland legal und ohne Herkunftszusatz geführt werden. Mit Jahresende 2002 (letztes volles Jahr der Akkreditierung) hatte die IU Vienna 133 Studierende.
Aufgrund des Widerrufs der Akkreditierung durfte die International University Vienna seit dem 31. Juli 2003 keine akademischen Grade mehr verleihen. Die Ausbildung wurde allerdings fortgesetzt. Nach früheren Angaben der IU Vienna wären ihre Bachelor-, Master- und Doktorprogramme vom US-Bundesstaat Alabama (Department of Postsecondary Education) lizenziert. Das „Alabama Community College System“ listete auf ihrer Website „The International University“ in Montgomery, Alabama, als eine jener postsekundären Ausbildungseinrichtungen, die vom Alabama Department of Postsecondary Education lizenziert waren, Bürger von Alabama auszubilden. Die Website weist aber mit Hervorhebung darauf hin, dass diese Lizenzierung keine Akkreditierung bedeutet. Das Oregon Office of Degree Authorization listet die International University Vienna als „Unaccredited Degree Supplier“ und empfiehlt Studieninteressierten und Arbeitgebern, die Legalität des Gebrauchs der von solchen Institutionen vergebenen akademischen Grade vorher zu überprüfen.
Ein Artikel in der Tageszeitung „Die Presse“ berichtete am 15. Dezember 2008, dass akademische Grade nicht geführt werden dürfen, auch die Anerkennung in Alabama sei nicht durch eine öffentliche Akkreditierungsbehörde erfolgt.
Aufgrund des Entzugs der österreichischen Akkreditierung wird die International University Vienna auch in Deutschland nicht als Hochschule anerkannt.